# ريتيكا سينغ
ريتيكا سينغ (بالهندية: रितिका सिंह) (ديسمبر 1994 –) هي ممثلة ولاعبة فنون قتال مختلطة هندية تظهر في الدرجة الأولى في أفلام اللغة التاميلية، اللغة الهندية واللغة التيلوغوية. مثلت لأول مرة كطفلة ممثلة في فيلم Tarzan Ki Beti سنة 2002. بعد تمثيلها للهند في دورة الألعاب الآسيوية داخل الصالات 2009 ودوري القتال للمحترفين 2012. قدمت أولى أدوار بطولتها في فيلم الجولة الأخيرة للمخرج سوذا كونغارا أمام النجم مادهافان.
في 2015 فازت بجائزة أفضل ممثلة فيلم روائي ضمن حفل توزيع جوائز الفيلم الوطني عن دورها في فيلم الجولة الأخيرة. كما عملت أيضا ضمن سينما تيلوجو في فيلمي Guru وShivalinga.

## فنون القتال المختلطة
ريتيكا سينغ هي لاعبة كيك بوكسينغ ضمن فنون القتال المختلطة منذ صغرها، وبتوجيه من والدها شاركت في الفريق الوطني ضمن فئة 52 كلغ خلال دورة الألعاب الآسيوية داخل الصالات 2009 كلاعبة كيك بوكسينغ. كما ظهرت خلال دوري القتال للمحترفين كلاعبة فنون قتالية مختلطة، وقد استطاعت الفوز في مباراة ضد فتاة مصرية.

## موهبتها في التمثيل
في 2013 رصدها المخرج خلال دوري القتال للمحترفين ورشحها بعدها لتكون بطلة فيلم المقبل الجولة الأخيرة، حيث اتصل بها مدير أعمال المخرج خلال مشاركتها في دوري المحترفين لأنه كان يدير مقاتلة كيك بوكسينغ محترفة. حيث مثلت دورها كمقاتلة في الفيلم. وبما أن الفيلم كان بلغة تاميلية فقد كان على ريتيكا ترجمة نصها إلى الهندية. ومثلت الفيلم أمام كل من مادهافان وراجكومار هيراني.
أنتج الفيلم في يناير 2016، وحصلت ريتيكا على ردود فعل إيجابية حول أدائها. حيث قال موقع Sify.com أنها «اكتشاف رائع» و«لغة الجسد عند ريتيكا أضفت على الفيلم سطوعا لامعا». وعن هذا الدور فازت بجائزة «أفضل ممثلة فيلم روائي» ضمن حفل توزيع جوائز الفيلم الوطني. وأصبحت أول ممثلة جديدة تحصل على واحدة من جوائز الفيلم الوطني من أول بطولة.

## فيلموغرافيا
| السنة | الفيلم            | اللغة |
| ----- | ----------------- | ----- |
| 2002  | Tarzan ki Beti    | هندية |
| 2016  | Irudhi Suttru     | تاميل |
| 2016  | Saala Khadoos     | هندية |
| 2016  | Aandavan Kattalai | تاميل |
| 2017  | Guru              | تيلغو |
| 2017  | Shivalinga        | تاميل |
| 2018  | Vanangamudi       | تاميل |

## الجوائز
| السنة | الفيلم        | الجائزة                                           |
| ----- | ------------- | ------------------------------------------------- |
| 2016  | Irudhi Suttru | جائزة أفضل ممثلة فيلم روائي                       |
| 2016  | Irudhi Suttru | جوائز أناندا فيكاتان سينما - جائزة أفضل ممثلة     |
| 2016  | Saala Khadoos | جائزة فيلم فير لأفضل ممثلة صاعدة                  |
| 2016  | Saala Khadoos | جائزة زي سيني لأفضل ممثلة صاعدة                   |
| 2017  | Guru          | جوائز آبسارا - ممثلة العام                        |
| 2016  | Irudhi Suttru | جوائز الأكاديمية الدولية للفيلم الهندي أفضل ممثلة |
| 2017  | Irudhi Suttru | جوائز فيلم فير - أفضل ممثلة                       |
| 2017  | Irudhi Suttru | جوائز فيلم جنوب الهند الدولي - أفضل ممثلة صاعدة   |